# Coconuts, Plenty of Junk Food
Coconuts, Plenty of Junk Food es un EP de las hermanas CocoRosie. Fue lanzado el 3 de junio de 2009. Esta fue la primera producción que lanzaron de manera independiente, después de su separación con su antigua discográfica Touch and Go Records.
Fue vendido únicamente en la gira de verano del grupo en 2009, y fue grabado para dar promoción al mismo.

## Listado de canciones
- Todas las canciones fueron escritas y producidas por Bianca y Sierra Casady

| N.º | Título        | Duración |  |
| 1.  | «Happy Eyez»  | 3:23     |  |
| 2.  | «Coconuts»    | 2:56     |  |
| 3.  | «Milkman»     | 3:44     |  |
| 4.  | «Joseph City» | 3:46     |  |
| 5.  | «Spirit Lake» | 2:34     |  |